# 미국 환경위원회

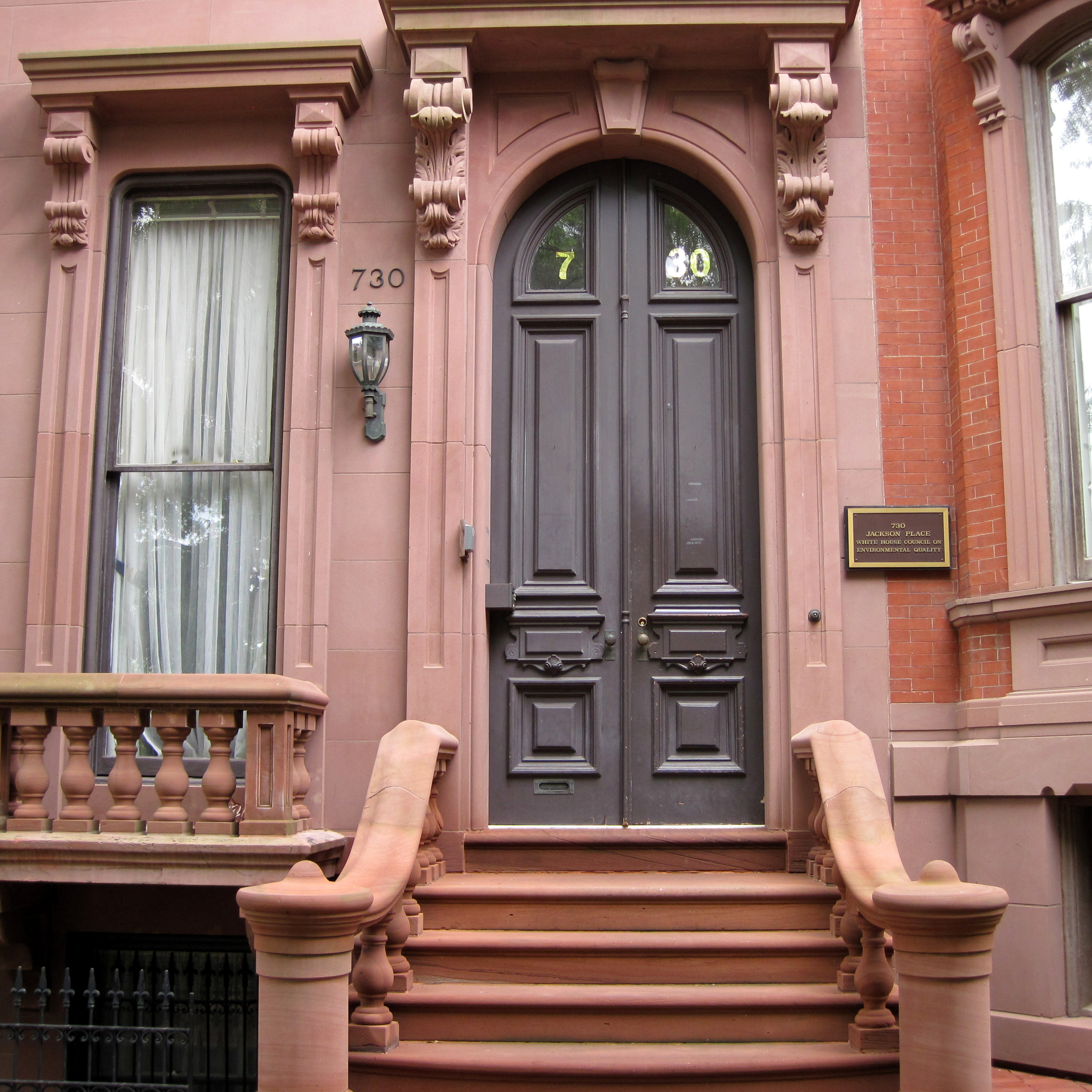
워싱턴 D.C.에 있는 환경위원회 건물

백악관 환경위원회 (Council on Environmental Quality, CEQ)는 미국 대통령 집무실 직속기관인 위원회로서 미국 연방 정부의 환경 보호에 관련한 자문을 담당한다. 환경 보호, 개발 및 에너지 정책 추진을 이루고자 하며 현재 위원장은 버락 오바마 대통령이 2009년 1월 22일 임명한 낸시 서슬리이다.
 2014년 2월 서슬리는 위원장직을 사퇴한다고 발표했다.

## 역사
미국 의회는 환경 위원회를 닉슨 대통령 때 국가환경정책령(National Environmental Policy Act, 1969)에 따라 대통령 직속으로 설치했다. 추가 담당 업무는 1년 뒤인 환경의 질 개선령에 따라 확정됐다.
국가환경정책령에 따라 의회는 모든 연방정부의 행위가 어떤 면에서는 환경에 영향을 미침을 인지하고 연방 정부 기관이 정책을 의결하기 전에 반드시 환경의 질에 대해 특정 행위가 미칠 영향을 고려해야 함을 의무화했다. 환경위원회는 환경, 경제, 사회적 목적 가운데 생산적 조화를 이루도록 균형을 잡는 것을 그 목적으로 한다.

## 임무
환경위원회는 환경, 환경영향평가 과정(연방 정부기관)에 대한 연례보고를 대통령에게 제출하며 부처간 이견이 있을 시 조정의 역할을 감당한다.
연방정부 산하 기구가 정부령에 따라 활동하는 지를 감독하며 사회, 경제 환경적 균형이 조화를 이루는가에 대해 우선 순위를 둔다.

## 같이 보기
- 미국 대통령실